# Leptogaster multicincta
Leptogaster multicincta là một loài ruồi trong họ Asilidae. Leptogaster multicincta được Walker miêu tả năm 1851.